# Wii
Wii (má asociovat anglické slovo „We“ – tedy „my“) je pátá videoherní stolní konzole vyráběná Nintendem. Dříve byla známa pod jménem Nintendo Revolution, po E3 2006 už jen Nintendo Wii. Wii je jedním z účastníků souboje konzolí 7. generace. Jejími protivníky jsou Xbox 360 od Microsoftu a PlayStation 3 od Sony. Konkurence se snažila jít cestou vyššího výkonu, na rozdíl od nich ale jde Wii jinou cestou a zlepšeným ovládáním pomocí takzvaného ovladače Wii Remote, který reaguje s objekty jak namířením na obrazovku, tak pohybem ve volném prostoru – a to ve všech osách (dopředu/dozadu, nahoru/dolu, doprava/doleva). Důležitá je i služba WiiConnect24, která umožňuje bez zásahu uživatele stahovat emaily, aktualizace a další.
Wii (tehdy ještě pod názvem Revolution) bylo poprvé ohlášeno na E3 2004, první bližší detaily ale byly oznámeny až na E3 2005. Na Tokyo Game Show 2005 Satoru Iwata poprvé předvedl prototyp ovladače. Na E3 2006 došlo k přejmenování na Wii a Nintendo slavilo s konzolí první velký úspěch, když se Wii stala největším hitem výstavy a strhlo veškerou pozornost na sebe. 8. prosince 2006 už byla konzole dostupná na všech klíčových trzích.
Konzole se stala nejúspěšnějším modelem firmy Nintendo, díky více než 101 milionům prodaných kusů a statisticky tak poráží PlayStation 3 (87 milionů) a Xbox 360 (cca 84 milionů kusů). V listopadu 2012 přišel nástupce konzole, Wii U.

## Historie
Konzole byla koncipována již od roku 2000, od prvního uvedení GameCube. Podle herního designéra Šigeru Mijamota bylo Wii od začátku stavěno s myšlenkou interakce hráče více, než jenom mačkáním tlačítek na ovladači. „Myšlenkou bylo, že síla není u konzolí všechno. Příliš mnoho výkonově silných konzolí nemůže společně na trhu koexistovat a spíše by šlo o dinosaury, kteří navzájem urychlí svoje vyhynutí.“
O dva roky později se spojily týmy designérů a inženýrů, aby koncept posunuli blíže k realizaci. Roku 2005 bylo původně plánované představení na E3 staženo. Mijamoto stažení shrnul: „Vývoj provázely některé problémy a tak jsme se rozhodli pouze vystavit samotnou konzoli bez ovladačů.“ Původní plány stále zvažovali inspiraci v systému DS a dokonce se navrhl plán přenosu stejného principu dotykové obrazovky na novou stolní konzoli. Později byl nápad zamítnut s tím, že Nintendo nechce přenést DS z rukou na televizi ale vytvořit novou, originální.

### Název

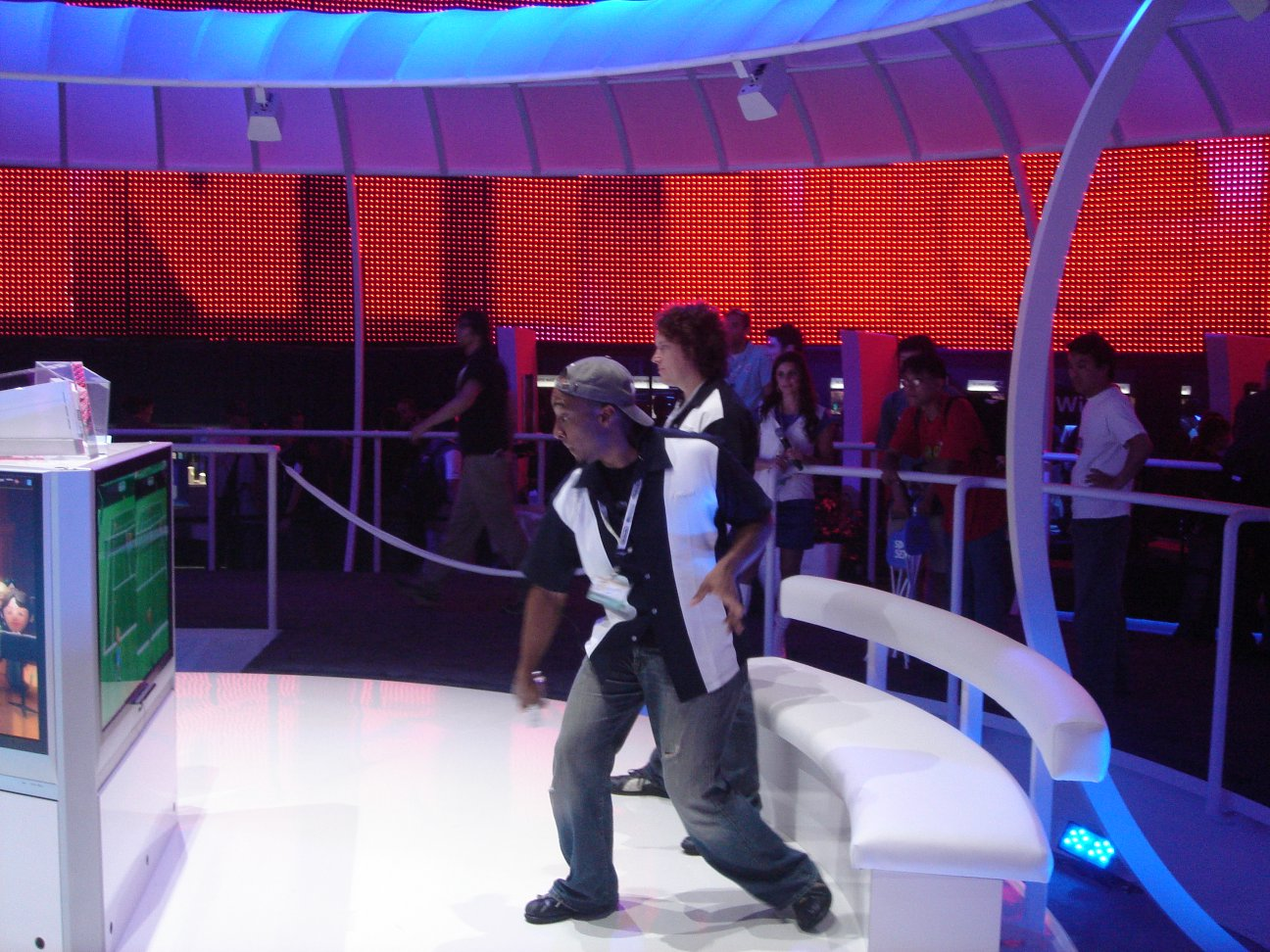
Stánek Wii na E3 roku 2006

Konzole byla známá pod kódovým označením Revolution a to až do 27. dubna 2006, kdy bylo oficiálně představeno na výstavě E3. Jde tak o první konzoli, kde výrobce neudává své jméno jako součást registrované značky a jde tedy o „Wii“, nikoliv o „Nintendo Wii“. Nintendo také stanovilo, že množné číslo nebude Wiis, ale plurály se budou tvořit za pomoci dalšího slova, tedy „Wii konzole“ nebo „Wii systémy“. Dvojice měkkých „i“ v názvu symbolizuje dvě postavy stojící vedle sebe, coby hráče, stejně tak reprezentují unikátní ovládání s WiiMote a nunchuckem.
| „ | Wii zní jako "we" (česky: "my"), což naznačuje že konzole je pro každého. Wii se snadno zapamatuje po celém světě bez ohledu na jazyk. Žádné složitosti. Žádné zkratky. Prostě Wii. | “ |

Po změněn názvu se však ozvali vývojáři videoher a tisk, kteří namítali, že Revolution byl lepší název, než Wii. Časopis Forbes dokonce vyjádřil obavu, že díky názvu bude konzole pojímána jako příliš dětská. Televize BBC druhý den po oznámení názvu odvysílala reportáž, kde uvedla řadu nových vtipů týkajících se nového jména, které se objevily na internetu. Prezident americké pobočky Nintenda, Reggie Fils-Aime se ke změně názvu dodal:
| „ | Revolution jako název není ideální. Je dlouhý a v některých jazycích těžko vyslovitelný. Chtěli jsme něco krátkého, výstižného, dosti jednoduchého pro výslovnost a rozlišení. Tak vznikl název Wii. | “ |

### Oznámení produktu
Dne 14. září 2006 Nintendo oznámilo, kdy bude v jednotlivých částech světa nová konzole Wii k dispozici, zároveň byly oznámeny i ceny titulů, konzolí i příslušenství. Plány Nintenda byly prodat do konce fiskálního roku 6 milionů (z toho zhruba 4 miliony do konce kalendářního roku) jednotek Wii a 16 milionů her, software.[zdroj?] Nakonec šlo vše mnohem lépe – Wii se prodávalo naprosto úžasně a ještě na začátku května 2007 bylo Wii nedostatkovým zbožím.[zdroj?] Mohli jsme se setkat se situacemi, kdy v amerických obchodech bylo vše naopak proti původním očekáváním a konkurenční PlayStation 3 ležela v regálech, kdežto Wii bylo téměř nesehnatelné.[zdroj?] To vše způsobilo, že Nintendo muselo zvýšit svůj odhadovaný zisk o zhruba 200 milionů dolarů. V kombinaci se skvělými prodeji Nintenda DS se rok 2006 bezesporu stal tím nejlepším v dosavadní historii Nintenda.[zdroj?]

### Zahájení prodeje
- Severní a Jižní Amerika – 19. listopadu 2006
- Japonsko – 2. prosince 2006
- Austrálie, Itálie, Španělsko – 7. prosince 2006
- Evropa (zbytek)+ Rusko 8. prosince 2006

Od začátku prodeje byl měsíční odbyt konzolí Wii vyšší, než tomu bylo u konkurenčního PlayStationu 3 a Xbox 360. Podle statistické společnosti NPD Group se ve Spojených státech prodalo více kusů Wii za první pololetí 2007, než obou konkurenčních konzolí dohromady za stejné období. V Japonsku, kde byl dosavadní poměr konzole Nintenda oproti konkurenčním 2:1 se najednou změnil na 6:1. V Austrálii Wii překonalo rekord „Nejrychleji se prodávané konzole“, který do té doby držel XBOX 360.
12. září 2007 vyšel článek britských novin Financial Times, který informoval, že Wii překonalo v prodejích XBOX 360, jenž byl vydán o rok dříve. Konzole Nintenda se tak ujímá vedoucí pozice na trhu. Nintendo tak se svým produktem zaujalo vedoucí pozici v souboji dané generace herních konzolí, což se mu naposledy podařilo u systému Super Nintendo Entertainment System.
Za fiskální rok 2009/2010 Nintendo dosáhlo celkem 70.93 milionů prodaných kusů Wii, čímž překonalo vlastní rekord držený systémem Nintendo Entertainment System (67 milionů) a Wii se stalo nejúspěšněji prodávanou konzolí v historii firmy Nintendo.

### Hry dostupné při začátku prodeje
| Jméno hry                              | Region(y)                                               |  | Jméno hry                                            | Region(y)                                               |
| -------------------------------------- | ------------------------------------------------------- |  | ---------------------------------------------------- | ------------------------------------------------------- |
| Avatar: The Last Airbender             | Severní Amerika Jižní Amerika Austrálie                 |  | Call of Duty 3                                       | Severní Amerika Jižní Amerika Evropa Austrálie          |
| Cars                                   | Severní Amerika Jižní Amerika Evropa Austrálie          |  | GT Pro Series                                        | Severní Amerika Jižní Amerika Evropa                    |
| The Legend of Zelda: Twilight Princess | Severní Amerika Jižní Amerika Japonsko Evropa Austrálie |  | Madden NFL 07                                        | Severní Amerika Jižní Amerika Evropa                    |
| Marvel: Ultimate Alliance              | Severní Amerika Jižní Amerika Evropa                    |  | Monster 4x4 World Circuit                            | Severní Amerika Jižní Amerika Japonsko Evropa Austrálie |
| Need for Speed: Carbon                 | Severní Amerika Jižní Amerika Evropa                    |  | Rayman Raving Rabbids                                | Severní Amerika Jižní Amerika Japonsko Evropa Austrálie |
| Red Steel                              | Severní Amerika Jižní Amerika Japonsko Evropa Austrálie |  | SpongeBob SquarePants: Creature from the Krusty Krab | Severní Amerika Jižní Amerika Evropa                    |
| Tony Hawk's Downhill Jam               | Severní Amerika Jižní Amerika Evropa                    |  | Trauma Center: Second Opinion                        | Severní Amerika Jižní Amerika Japonsko                  |
| Wii Play                               | Japonsko Evropa Austrálie                               |  | Wii Sports                                           | Severní Amerika Jižní Amerika Japonsko Evropa Austrálie |

## Hardware

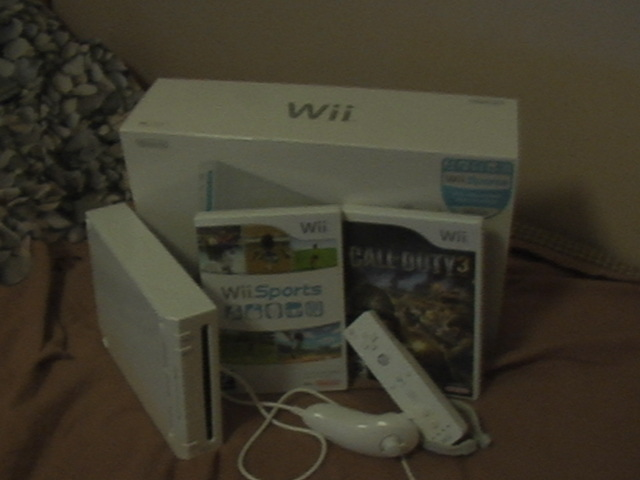
Standardní výbava balení konzole Wii

Nintendo Wii je rozměrově nejmenší z konzolí sedmé generace. Rozměry jsou 44mm výška, 157mm šířka, a 215,4mm hloubka, což je zhruba velikost tří standardních obalů od DVD vedle sebe. Váží 1.2 kilogramu. Součástí je také plastový stojánek, který umožňuje postavit konzoli vertikálně. Na přední straně je štěrbinová DVD mechanika pro Wii a hry pro GameCube. Mechanika je modře podsvícená. Při zapnutí konzole tak na půl sekundy problikne, jinak začne svítit ve chvíli, kdy uživatel má nepřečtenou zprávu ve WiiConnect24. Pod bílým krytem je slot pro SD kartu a tlačítka na synchronizaci s ovladači. Poslední je tlačítko na zapnutí – svítí červeně (vypnuto), zeleně (zapnuto) a oranžově (stand-by režim, ale konzole připojena internetu) – a tlačítko na vysunutí disku. Z horní strany (pod krytem) jsou čtyři sloty pro ovladače GameCube a dva sloty pro paměťové karty GameCube. Musíme podotknout, že poslední generace nintenda wii (2009) už neměla sloty pro ovladače GameCube ani pro paměťové karty GameCube a byla koncipovaná naležato a v balení se nedodával plastový stojánek. Na zadní straně jsou umístěny všechny porty – pro připojení zdroje, propojení s TV, pro připojení Sensor Baru a dva USB porty.
Co se týče hardware, tak je jen o něco výkonnější než předchozí stolní konzole od Nintenda – Nintendo GameCube. Procesor pohánějící konzoli navrhla společnost IBM, kódové označení je Broadway. Grafickým procesorem je Hollywood od společnosti ATI. Paměť 88 MB GDDR3 s 512 interní paměti NAND flash určené k ukládání stavu her, zpráv, her z Virtual Console atd. Posledním důležitým komponentem je zabudované Wi-Fi, které umožňuje připojení k Internetu, ale i propojení s Nintendem DS. Díky poměrně slabší konfiguraci má Wii také několikrát menší spotřebu energie v průběhu hraní her oproti PC, Xbox 360 nebo PlayStation 3.
- SD slot dovoluje používat SD karty standardu SD nebo SDHC. Z karty můžete pouštět fotky, videa nebo přehrávat MP3 či AAC, dle verze nainstalovaného firmware. Na kartu je možno ukládat pozice z her a zálohovat hry z Virtual Console (u nejstarších verzí je třeba pro tuto funkci nejprve nahrát update firmware).
- Sensor Bar je 20cm dlouhý plastový kvádr, na jehož koncích je umístěno vždy 5 LED Diod. Sensor Bar se podle možností umísťuje nad a nebo pod televizní obrazovku. Poté funguje pro určení pozice míření ovladačem Wii Remote na obrazovku.
- USB porty se v tuto chvíli dají využít k připojení externí klávesnice, ale i k připojení dalších periferních zařízení.

Při uvedení Wii bylo představeno v několika barevných variací včetně stříbrné, černé, zelené a červené. První 2,5 roku však byla k dispozici pouze standardní, bílá verze a teprve od prosince 2009 je nabízena také černá varianta. V říjnu 2010 bylo pro evropský trh potvrzeno červené Wii, jako speciální edice k 25. výročí postavičky Mario.
11. července 2007 Nintendo představilo na výstavě E3 Wii Balance Board, jakožto součást balíku Wii Fit. Balanční podložka slouží k zapojení celého těla pro ovládání her nebo cvičení.

### Wii Remote

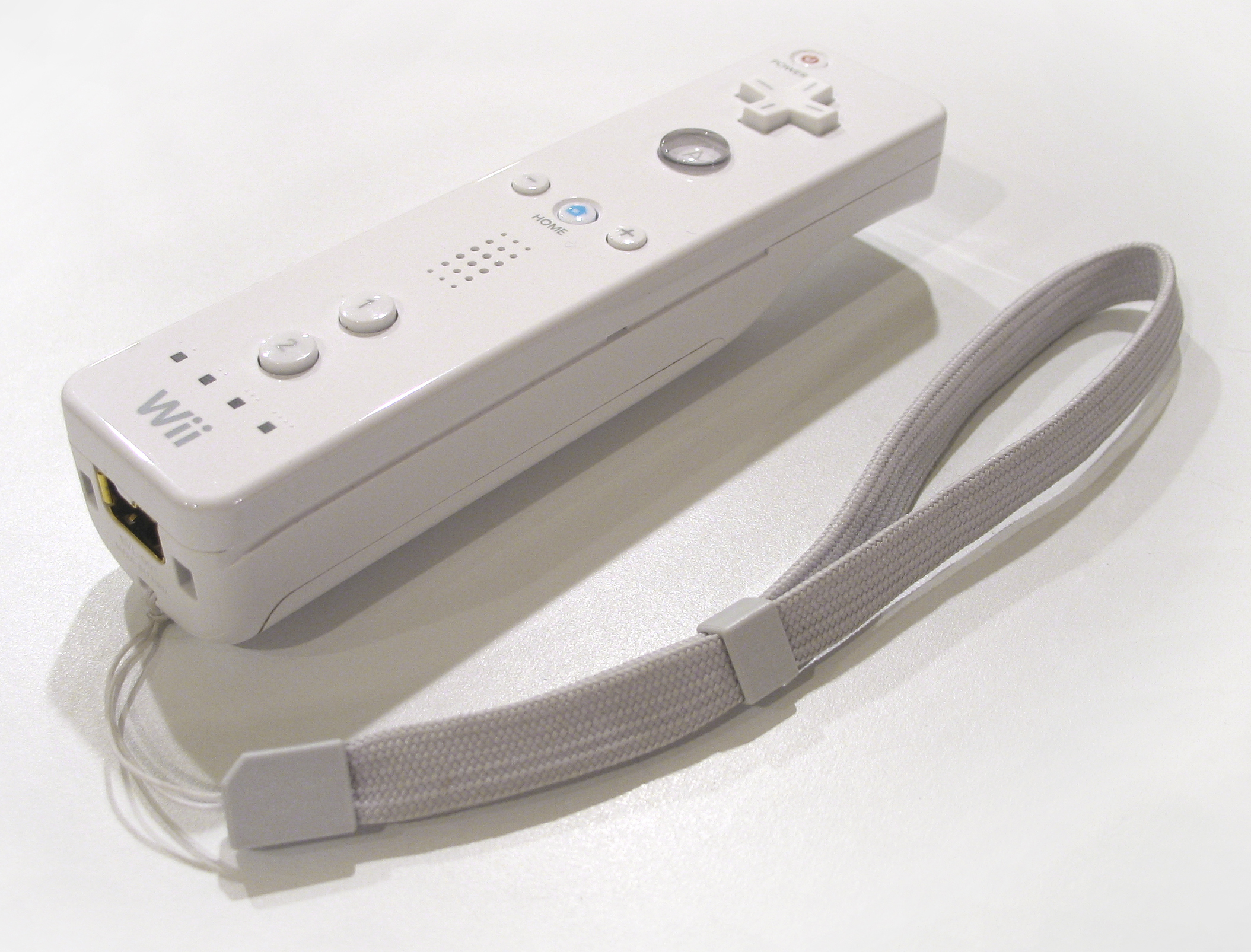
Wii Remote

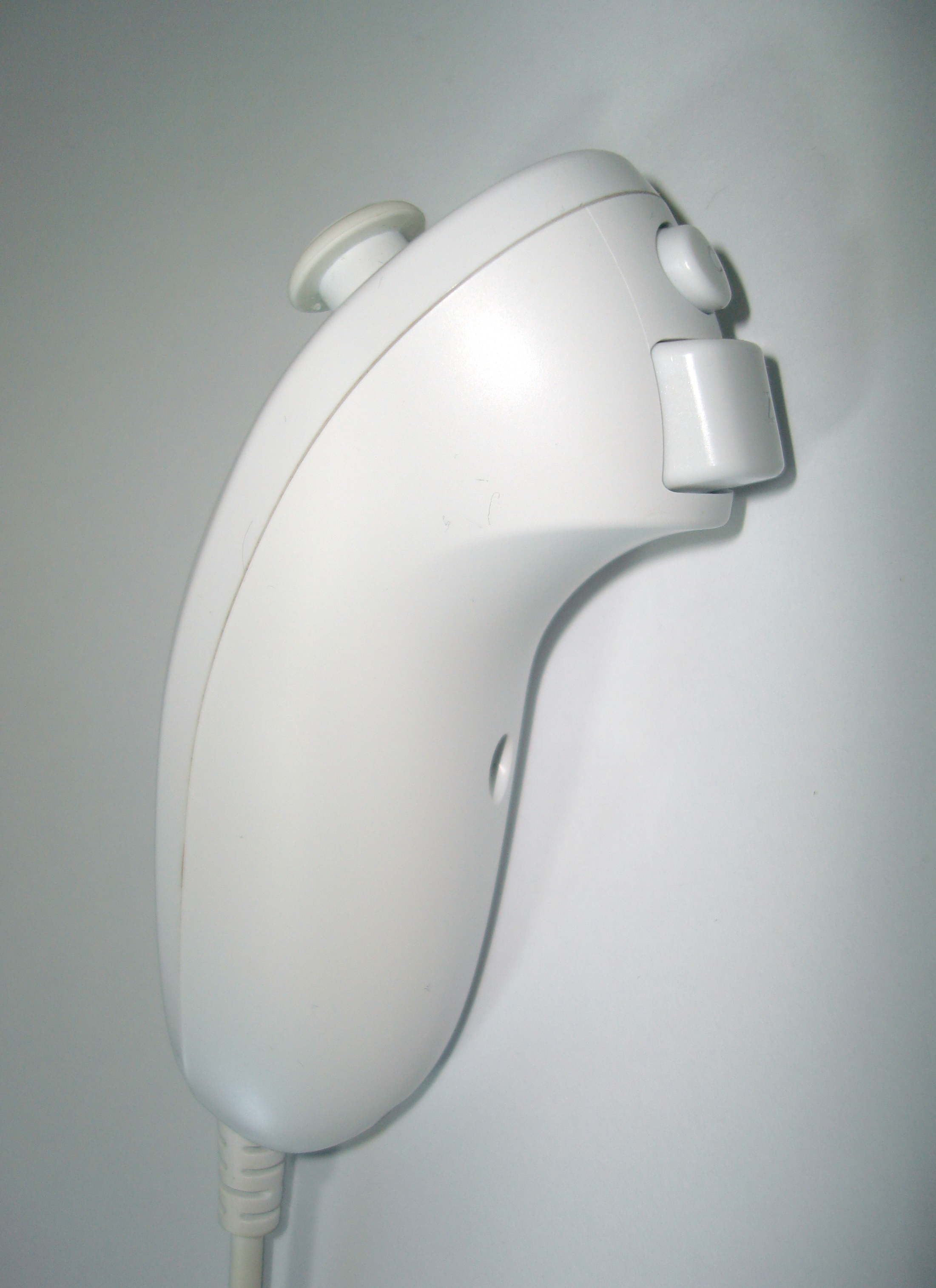
Wii Nunchuk

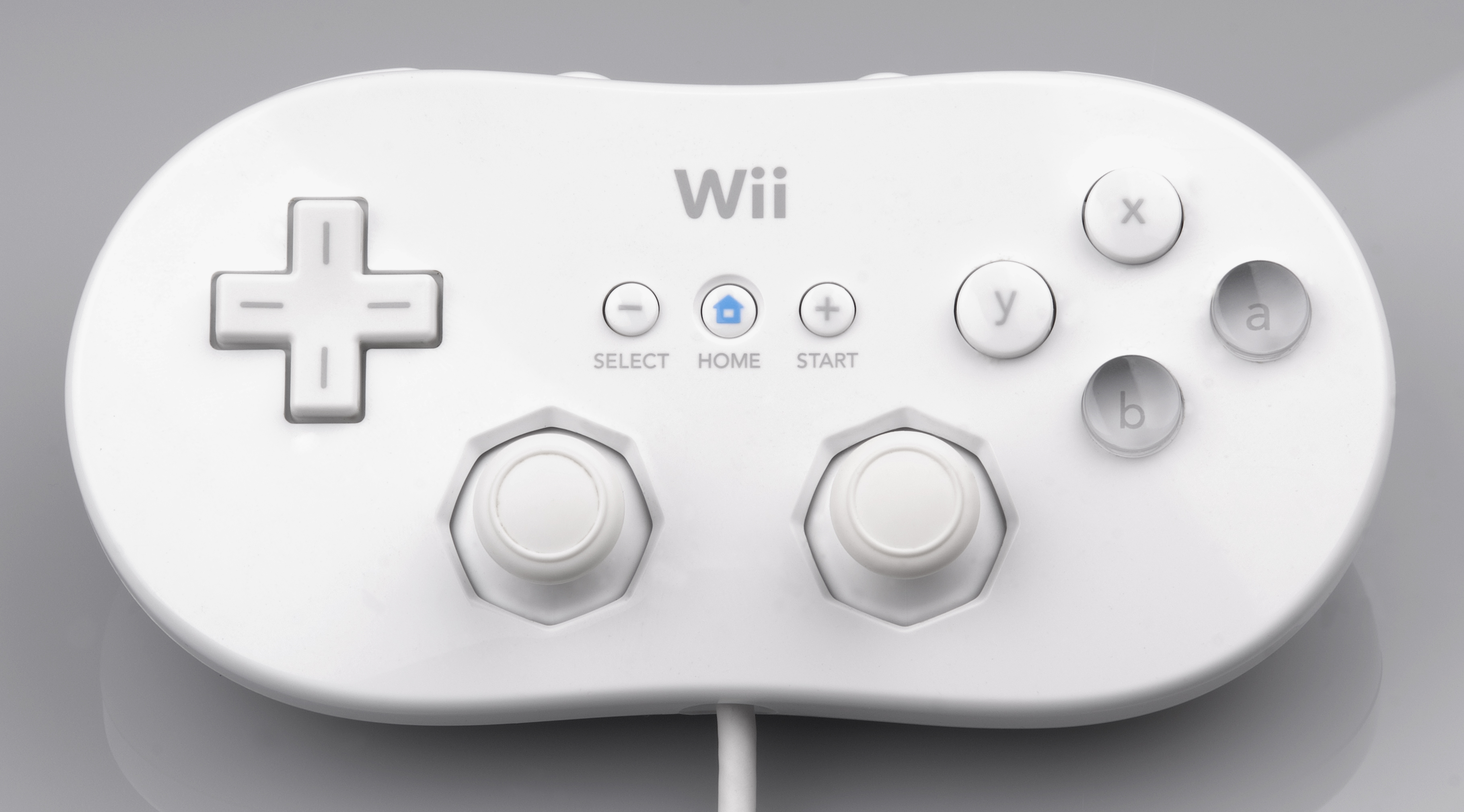
Wii Classic Controller

Unikátní, bezdrátový ovládací prvek je nejblíže podobný dálkovému ovladači televize. Je vybaven směrovým tlačítkem, tlačítky A, B, Menu a další dvojicí tlačítek označených jako 1 a 2. Tlačítko B je umístěné ve spodní části a při hrách je zpravidla využíváno jako kohoutek střelné zbraně. Ovladač je již z výroby vybaven poutkem a každá hra upozorňuje hráče na nutnost upnutí Wii Remote k zápěstí, aby nedošlo k vyklouznutí a následnému rozbití televizoru. V přední části je IR senzor vydávající signály o pozici ovladače tzv. Sensor baru, což je přijímač připojený ke konzoli a umístěný nad nebo pod televizní obrazovkou.
V zadní části Wii Remote se připojuje tzv. Nunchuck (česky: Nunčak). Název je odvozen od podobnosti kompletu se stejnojmennou asijskou, ruční zbraní. Nunchuck pak obsahuje analogovou páčku, využívanou k udání směru a dvojici tlačítek v přední části. S Wii Remote se propojuje vlastním kabelem, ale v současnosti je nabízena i bezdrátová alternativa. Wii Remote s Nunchuckem tak dávají dohromady ovládací prvek pro obě ruce, přičemž každý reaguje na změnu pozice zvlášť. Oba prvky bez zvláštní ergonomie, která by je určovala pro levou nebo pravou ruku, ale standardně hry vyžadují držet Nunchuck v levé a Wii Remote v pravé ruce.
Postupem času k Wii Remote přibývaly další a další ovládací prvky, které se buď přímo propojily s Wii Remote nebo fungují jako samostatné ovládání. V současnosti je trhu velká řada plastových nástavců, které neobsahují žádnou elektroniku, ale pouze slouží k upnutí Wii Remote a simulaci např. volantu, golfové hole, ping-pongové pálky apod.
- Classic Controler jde o další rozšíření WiiMote, je více podobný klasickým gamepadům, jde s ním hrát také starší hry z GameCube nebo z Virtual Console
- Wii Zapper Plastový nástavec pro Wii Remote a Nunchuck. Výsledný tvar je jako pistole, podpora je u her jako Resident Evil: Umbrella Chronicles, Medal of Honor: Heroes 2 atd.
- Wii Wheel plastový odlitek ve tvaru volantu, dovnitř se vsadí WiiRemote, měl by být součástí hry Mario Kart Wii
- Wii Speak citlivý mikrofon, lze s ním komunikovat například ve hře Animal Crossing: City Folk

Zásadním mezníkem se stal Wii MotionPlus, doplněk pro Wii Remote, který rapidně zvyšuje přesnost ovladače a snímání senzorů. Sami tvůrci her tvrdí, že před příchodem MotionPlus nemělo smysl na některých hrách jako např. Red Steel 2 pracovat, protože přesnost samotného ovladače je dobrá pro přibližné rozpoznání pohybu a místa ovladače, ale už tolik ne pro stanovení síly švihu, pomalém otáčení okolo vlastní osy, a vlastně vyobrazení pohybů hráče – postavičky v poměru 1 : 1, které využívá např. Grand Slam Tennis od Electronic Arts.
Vůbec prvním titulem, který podporoval Wii MotionPlus bylo pokračování Wii Sports pod názvem Wii Sports Resort, kde se také objevil první náznak ovládání meče, které doposavad nebylo bez vylepšení možné.

## Důležité vlastnosti

### Menu
Wii Channels v podstatě tvoří jak menu, tak operační systém Nintenda Wii. Hlavní obrazovka nabídky je seřazena jakoby televizní kanály vedle sebe a lze upravovat jejich počet a rozložení. V základu jsou k dispozici tyto kanály:
- Disc Channel – určený k přehrávání herních disků
- Mii Channel – určený k tvorbě avatarů – neboli postaviček Mii
- Photo Channel – určený k prohlížení a úpravě fotek.

Postupně přibyly tyto další kanály:
- Wii Shop Channel – určený k nákupu software a her z Virtual Console, nových kanálů a titulů WiiWare
- Forecast Channel – umožňuje prohlížení počasí po celé zeměkouli, ČR je zatím podporována jen v omezené míře
- Internet Channel – webový prohlížeč Opera, upravený pro Wii (korektně nezobrazuje české znaky)
- News Channel – Je kanál s elektronickým zpravodajstvím (v angličtině) (je v provozu od 27. ledna 2008 do 28. června 2013 kvůli ukončení služby WiiConnect24)
- Everybody Votes Channel – zde jsou ankety, ve kterých je možné hlasovat, dozvídat se výsledky a také tipovat, která odpověď padne nejčastěji
- Mii Contest Channel – kanál určený k výměně Mii a vytváření Mii podle předlohy (např. Ludvík XVI), atd.
- Nintendo Channel – kanál plný videí týkajících se Wii a DS a demoverzí her určených (zatím) pouze pro Nintendo DS

Kromě standardních kanálů Nintenda lze získat další kanály z her nebo programů, jako například kanál Wii Fit pro rychlé zvážení.

### Zpětná kompatibilita

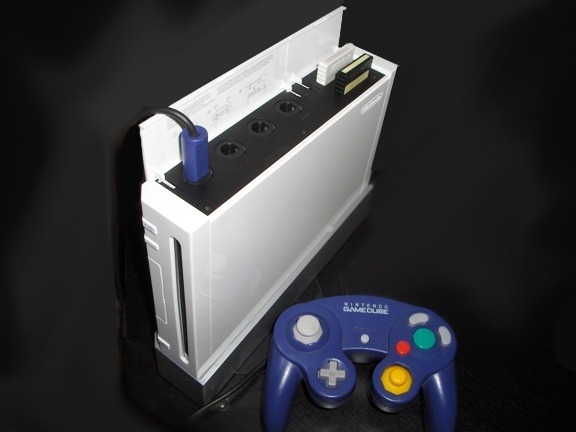
Wii s připojeným GameCube ovladačem

Nintendo Wii dovoluje hrát hry v podstatě ze všech Nintendo konzolí. Přes Virtual Console můžete hrát hry pro konzole NES, SNES, N64, ale také TurboGrafx-16, Sega Mega Drive, MSX, NEO GEO a Commodore 64. Plná podpora je pro hry na GameCube. Proto jsou přímo na konzoli 4 sloty pro GameCube ovladače a 2 sloty na Memory Karty. Nutno podotknout, že není možno použít ovladač Classic Controler, který se připojuje k Wii Remote, jelikož GameCube firmware ve Wii obsažený nepodporuje komunikaci s bezdrátovými ovladači. Originální GameCube Memory karta taktéž je nutná, protože ukládání do interní paměti není podporováno.

### Spolupráce s Nintendem DS
Díky Wi-Fi přítomné jak ve Wii, tak v DS, bude v dalších firmware možno obě konzole propojit. Toto spojení by mělo umožňovat například stahování DS demoverzí do Wii a poté přenést do Nintenda DS. Další možností by měla být možnost využívat mikrofonu a dotykového displeje DS. A do třetice by měla být možnost spolupráce některých her stejně jako to bylo možné mezi GameCube a Game Boyem Advance. Například rozšíření obsahu v jednotlivých hrách po propojení konzolí, nebo použití DS jako malé mapy pro Wii hry. Takovou spolupráci by měly umožňovat například Pokémon Battle Revolution (Wii) a Pokémon Diamond/Pearl (DS)

### Rodičovský zámek
Jako první konzole vůbec Nintendo Wii umožňuje kontrolu hraných her rodiči. V nastavení se rodič může nastavit věkové omezení a konzoli zamknout. Wii poté odmítne pustit hráče do hry s vyšším věkovým ratingem, než který je nastavený. Každá hra má věkový rating určený přímo na disku, kontrolu tedy – pokud dítě nezjistí heslo k systému – není možno obejít. Podporovány jsou tyto systémy hodnocení her : BBFC, CERO, ESRB, OFLC, OFLC (NZ), PEGI, USK. Součástí rodičovské kontroly je také funkce v obsluze elektronické pošty, kde je každý den uvedeno aktualizované hlášení o tom, kolik času bylo stráveno hráním jednotlivých her nebo procházením různých kanálů.

### Online podpora
Díky integrovanému Wi-Fi rozhraní, potažmo USB, je možno připojit Nintendo Wii k internetu. Wi-Fi podporuje šifrování v podobě WEP, WPA (TKIP/RC4) a WPA2 (CCMP/AES).
Z online možností je důležité automatické updatování firmware (lze odmítnout), díky kterému může Nintendo pravidelně vydávat opravu starších verzí a postupně konzoli optimalizovat, nebo přidávat nové vlastnosti. První chyba ve firmware byla objevena na začátku roku 2006 a ihned byla vydána nová záplata tak, aby se do Wii nemohl nikdo nepovolaný nalogovat.
Každá Wii konzole má svůj tzv. Friend code, díky kterému si jednotliví uživatelé mohou posílat zprávy a obrázky. Kdo má zájem, může si na svojí Wii přesměrovat emaily. Wii má plnou podporu externí USB klávesnice, takže psaní je komfortní. Internet využívají i jednotlivé kanály jako – Shop Channel, Internet Channel, Forecast Channel, News Channel a Nintendo Channel. Již existuje několik her podporujících multiplayer skrz internetové připojení. Jedná se například o tituly Mario Football, Battalion Wars 2, MarioKart Wii, Super Smash Bros. Brawl nebo Medal of Honor: Heroes 2. Podle dostupných informací by mělo být možné vytvořit síť pro hraní i mezi dvěma konzolemi, které budou vzájemně v dosahu WiFi, bez toho aby musely být připojeny k internetu. 20. května 2008 byla spuštěna služba WiiWare. V jejím rámci lze stahovat originální herní hříčky z internetu přímo do konzole. Jde o jednodušší hry, které stojí od 500 do 1500 Wii bodů. V den spuštění bylo v Evropě na výběr z následujících her: LostWinds, TV Show King, Final Fantasy Crystal Chronicles: My Life as a King, Dr. Mario & Germ Buster, Star Soldier R a Toki Tori.

## Technické parametry

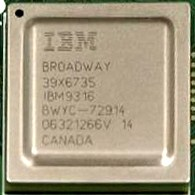
Procesor značky IBM s kódovým označením Broadway

Nintendo samotné zveřejnilo jen několik z hardwarových specifikací o Wii, ale některé z nich se dostaly k novinářům, ostatní zjistili zvídaví čtenáři. Časem snad budou k dispozici i kompletní oficiální specifikace.
| Integrované obvody - Procesor: IBM typu PowerPC, vyrobený 90 nm CMOS procesem, taktovaný na frekvenci 729* MHz - GPU: ATI s kódovým označením „Hollywood“ vyrobený 90 nm procesem, taktovaný na frekvenci 243* MHz Paměti - 88 MB operační paměti, z toho: - 24 MB „interní“ 1T-SRAM - 64 MB „externí“ klasické GDDR3 SDRAM paměti pro zobrazení (video) - 3 MB paměti pro textury VCHM Porty a ostatní rozšíření: - Možnost připojení 4 Wii remote (připojené bezdrátově přes Bluetooth) - Výstup na televizi - Slot na karty SD (podpora SDHC od verze firmwaru 4.0) - Sensor Bar port - Porty pro připojení Nintendo GameCube ovladače (4x) - Sloty na Nintendo GameCube memory kartu (2x) - Mitsumi DWM-W004 WiFi 802.11b/g integrovaný bezdrátový modul - USB 2.0 porty (2x) - Kompatibilní s přídavným USB 2.0 → Ethernet LAN adaptérem Vestavěný rodičovský zámek dle ratingů: - BBFC, CERO, ESRB, OFLC, OFLC (NZ), PEGI, USK | Paměť: - 512 MB vestavěné NAND flash paměti - Rozšiřitelné pomocí SD paměťových karet s podporou SDHC až do 32 GB - Nintendo GameCube paměťové karty (pouze pro ukládání stavů her z GameCube) - Disková mechanika, která čte 8 cm GameCube optické disky a 12 cm Wii optické disky - Mask ROM od firmy Macronix Video - Rozlišení 480p (PAL/NTSC) nebo 576i (PAL/SECAM), standardně 4 : 3 a 16 : 9 širokúhle - Component (včetně progresivního řádkování), RGB SCART (pouze pro PAL), S-Video (pouze NTSC), kompozitní výstup, CINCH nebo D-Terminal přes konvertory jiných výrobců Audio - Hlavní: Stereo – podpora formátu Dolby Pro Logic II - WiiMote: Vestavěný reproduktor Energetická spotřeba: - 18 W při zapnutém stavu - 9.6 W ve „stand-by“ režimu při zapnutém WiiConnect24 - 1.3 W ve vypnutém stavu |

* Frekvence procesorů nebyly potvrzeny Nintendem, IBM ani ATI.

## Nejlepší hry
Výše byly zmíněny hry dostupné při začátku prodeje. Server GameRankings.com uvedl seznam padesáti nejkvalitnějších podle, který průměruje hodnocení v recenzích z velkého množství zdrojů. Umístily se tyto hry:
1. Super Mario Galaxy 97.337%
2. The Legend of Zelda: Twilight Princess 94.030%
3. Super Smash Bros. Brawl 93.917%
4. Resident Evil 4: Wii Edition 90.928%
5. Okami 90.040%
6. Metroid Prime 3: Corruption 89.708%
7. Guitar Hero III: Legends of Rock 86.689%
8. Boom Blox 86.200%
9. Zack & Wiki: Quest for Barbaros' Treasure 85.875%
10. Super Paper Mario 84.977%
11. No More Heroes 83.118%
12. Bully: Scholarship Edition 83.065%
13. WarioWare: Smooth Moves 82.023%
14. Mario Kart Wii 81.971%
15. Madden NFL 07 81.146%
16. Trauma Center: Second Opinion 80.696%
17. Geometry Wars: Galaxies 80.660%
18. Wii Fit 79.429%
19. Mario Strikers Charged 79.101%
20. Madden NFL 08 78.183%
21. Fire Emblem: Radiant Dawn 78.122%
22. Mercury Meltdown Revolution 77.758%
23. The Godfather: Blackhand Edition 77.432%
24. Rayman Raving Rabbids 76.928%
25. Trauma Center: New Blood 76.548%
26. Wii Sports 76.497%
27. Resident Evil: The Umbrella Chronicles 75.678%
28. Excite Truck 75.601%
29. Elebits 75.294%
30. Battalion Wars 2 75.250%
31. Naruto: Clash of Ninja Revolution 75.000%
32. Medal of Honor Heroes 2 74.641%
33. The Sims 2: Castaway 74.425%
34. SSX Blur 74.295%
35. Marvel: Ultimate Alliance 74.153%
36. Tiger Woods PGA Tour 08 73.931%
37. Metal Slug Anthology 73.571%
38. Endless Ocean 73.512%
39. Super Monkey Ball: Banana Blitz 73.506%
40. Tiger Woods PGA Tour 07 73.100%
41. Mortal Kombat: Armageddon 72.706%
42. Dragon Ball Z: Budokai Tenkaichi 3 72.690%
43. Dragon Ball Z: Budokai Tenkaichi 2 72.595%
44. Scarface: The World Is Yours 72.483%
45. Tomb Raider: Anniversary 72.275%
46. Sega Superstars Tennis 72.048%
47. Harry Potter and the Order of the Phoenix 71.789%
48. Super Swing Golf 71.582%
49. Prince of Persia: Rival Swords 71.222%
50. Ghost Squad 70.700%